# Mirizzijev sindrom
Mirizzijev sindrom je naziv za rijedak fenomen koji opisuje vanjsku kompresiju zajedničkog jetrenog voda ili glavnog žučovoda, uzrokovanu impaktiranim žučnim kamenom u vratu žučnog mjehura ili vodu žučnog mjehura.
Stanje je prvi opisao argentinski kirurg, Pablo Luis Mirizzi.

## Patogeneza
Do opstrukcije zajedničkog jetrenog voda ili glavnog žučovoda dolazi zbog neposredne blizine žučnog mjehura ili vod žučnog mjehura. Jedan od načina je izravna mehanička opstrukcija, a drugi je posljedica zbog učestalih sekundarnih upala (kolangitisa).
Kao posljedica kompresije kamenom može doći do oštećenja stijenke i nastanka fistule koja povezuje ž. mjehur sa zajedničkim jetrenim vodom ili gl. žučovodom (kolecistokoledokalna fistula). 

## Klasifikacija
Klasifikacija Mirizzijevog sindrom:
- tip I - vanjska kompresija zajedničkog jetrenog voda ili gl. žučovoda žučnim kamenom zaglavljenim u ž. mjehura ili vodu žučnog mjehura
- tip II - fistula koja zahvaća manje jedne od trećine cirkumferencije gl. žučovoda
- tip III - fistula koja zahvaća više jedne od trećine i manje od dvije trećine cirkumferencije gl. žučovoda
- tip IV - destrukcija čitave stijenke gl. žučovoda

## Simptomi
Bolest se najčešće manifestira opstruktivnim tipom žutice ili znakovima kolecistitisa ili kolangitisa (bol u trbuhu u području gonjeg desnog kvadranta trbuha, povišena tjelesna temperatura, zimica, tresavica).

## Dijagnostika i liječenje
U utvrđivanju bolesti koriste se radiološke metode (UZV, MR, CT).
Za defintivno liječenju Mirizzijevog sindroma se koriste kirurške metode (npr. djelomična ili potpuna kolecistektomija, bilijarno-enterične anastomoze), dok endoskopske metode (ERCP) mogu samo privremeno pomoći.